# La Coromina (Vall del Bac)
La Coromina és una antic casal al terme municipal de la Vall de Bianya (Garrotxa). La Coromina havia estat un dels casals importants de la vall si es té en compte el gran nombre de pallisses i corrals que envolten la casa i l'existència d'un gran molí propi. El casal és de planta rectangular i teulat a dues aigües amb els vessants vers les façanes principals. Disposa de baixos, pis i golfes. Exteriorment el seu aspecte encara és ferm però els interiors acusen els anys d'abandó. Damunt la porta dovellada hi ha la data de 1780, any de la possible edificació del casal. En una de les pallisses hi ha la data de 1845, any de remodelació de l'edifici. Una de les pallisses conserva una àmplia i atrevida arcada, que anys enrere devia sostenir l'arcada.
Llindes:
- Damunt la porta principal: "Barthomeu Coromina 1780"
- Cabana: JUAN CO 1845 i un dibuix

## Història
Durant la visita pastoral que el bisbe de Girona, Gastó de Montcada, va fer l'any 1329 a l'església de Sant Andreu de Porreres, va manar que es cobrís l'església fent-hi etulat. N'era clergue Pere Suier i hom esmenta els parroquians A. Ros, PERE COROMINES, Guillem d'Aulina i Berenguer des Serrat.
L'any 1573, el rei, referint-se a l'església de Santa Maria de Sa Cot, va prendre com a casa delmera Sa Coromina, la qual pagà per aquest concepte dues mitgeres i una quartera de blat, mestall i espelta, i vuit lliures i quinze sous en metàl·lic.